# Dragonfly (Masami Okui)
Dragonfly è il decimo album studio della cantante giapponese Masami Okui pubblicato il 2 febbraio 2005 dalla evolution. L'album ha raggiunto la sessantottesima posizione della classifica degli album più venduti in Giappone, vendendo 5 253 copie.

## Tracce
1. Dragonfly
2. Fire.com
3. STARGATE
4. A confession of TOKIO
5. Route 89
6. WHEEL
7. Troubadour -Ginyuu Shijin- (Troubadour -吟遊詩人-)
8. HEAVEN'S DOOR
9. nostalgia
10. Miracle GO! GO! (ミラクルGO!GO!)
11. To all things to love
12. Olive